# Georg Scherg
Georg Scherg (* 19. Januar 1917 in Kronstadt, Österreich-Ungarn; † 20. Dezember 2002 in Bodelshausen) war ein deutscher Lehrer und Schriftsteller.

## Leben
Georg Scherg begann 1935 Philologie zu studieren. Er studierte in Gießen, Berlin und Paris. 1938 bis 1941 unterbrach er sein Studium für den Dienst in der rumänischen Armee. Danach setzte er sein Studium in Tübingen und Straßburg fort. 1944 bis 1946 war er als Gymnasiallehrer in Reutlingen tätig.
1947 kehrte er nach Rumänien zurück und war dort zunächst als Deutschlehrer tätig. Er trat in den 1950er Jahren mit ersten literarischen Arbeiten an die Öffentlichkeit. 1957 wurde er Hochschullehrer in Klausenburg. Am 30. September 1958 wurde er verhaftet. Im Kronstädter Schriftstellerprozess wurde er zu 20 Jahren Zwangsarbeit verurteilt. Am 10. Oktober 1962 wurde er vorzeitig freigelassen. Er arbeitete zunächst als Kanalwärter und Violinist an der staatlichen Philharmonie Kronstadt. 1968 wurde er durch das Oberste Gericht Rumäniens rehabilitiert. Im Jahre 1970 wurde er zum Leiter der philologischen Fakultät am Institut für deutsche Literatur in Hermannstadt berufen und arbeitete dort bis zu seiner Emeritierung 1984. 
In den 1970er und 1980er Jahren erschienen zahlreiche Werke von ihm in rumänischen Verlagen.
Georg Scherg beantragte seine Ausreise in die Bundesrepublik Deutschland 1987, diese wurde nach dem Umsturz in Rumänien 1990 genehmigt. Weitere Stationen seines Lebenswegs führten ihn nach Belsen (Mössingen) und Bodelshausen, wo er 2002 an den Folgen eines Sturzes starb.

## Werke
- Giordano Bruno. Trauerspiel in 5 Aufzügen. Staatsverlag für Kunst und Literatur, Bukarest 1954.
- Ovid. Trauerspiel. Staatsverlag für Kunst und Literatur, Bukarest 1955.
- Da keiner Herr und keiner Knecht. Roman. Staatsverlag für Kunst und Literatur, Bukarest 1957.
- Die Erzählungen des Peter Merthes. Drei Bände. Kriterion Verlag, Bukarest 1957–1984.
- Das Zünglein an der Waage. Roman. Literaturverlag, Bukarest 1968.
- Bass und Binsen. Roman. Dacia Verlag, Cluj 1973.
- Die Spiegelkammer. Roman. Kriterion Verlag, Bukarest 1974.
- Paraskiv Paraskiv. Roman. Dacia Verlag, Cluj-Napoca 1976.
- Die Axt im Haus. Das offene Haus. Zwei Erzählungen. Dacia Verlag, Cluj-Napoca 1979.
- Der Sandkasten. Roman. Kriterion Verlag, Bukarest 1981.
- Die Schuldbürger. Roman. Kriterion Verlag, Bukarest 1987.
- Die verhohlene Münze. Erzählungen. Dacia Verlag, Cluj-Napoca 1987.
- Wendelin und der Regenbogen. Ion Creangă Verlag, Bukarest 1988.
- GOA MGOO oder die Erfindung der Unsterblichkeit. Tebbert, Münster/Westfalen 1997, ISBN 3-932508-21-1.

Gedichte
- Die Silberdistel. Gedichte. Literaturverlag, Bukarest 1968.
- Im Lande Ur. Gedichte (= Kleine Handbücherei. 7). Tentamen, Stuttgart 1978, ISBN 3-921625-12-2.
- Gastfreundschaft. Gedichte. Kriterion Verlag, Bukarest 1985.
- Sommerliches Divertimento. = Divertisment estival. Zeichnungen Traian Gligor. Übersetzung ins Rumänische Dan Dănilă, Leonberg 1998, (Zweisprachige Ausgabe).
- Bilderschrift. Gedichte. Verlag Herrmann, Hermannstadt 1999, ISBN 973-98895-3-0.
- Piranda. Gedichte. Kunsthaus Seelscheid, Neunkirchen 1999, (Handsignierte bibliophile Erstausgabe von 99 numerierten Exemplaren; allgemeine Ausgabe: Global Media Verlag, Hermannstadt 2003, ISBN 973-86404-2-3).